# Општина Улмени (Бузау)
Улмени (рум. Ulmeni) општина је у Румунији у округу Бузау.
Oпштина се налази на надморској висини од 104 m.